# جوشوا توانيجا
جوشوا توانيجا (مواليد 18 مارس 1997) هو لاعب كرة طائرة أمريكي، حصل مع منتخب الولايات المتحدة على المركز الثالث في كأس العالم للكرة الطائرة 2019.

## روابط خارجية
- جوشوا توانيجا على موقع اللجنة الأولمبية والبارالمبية الأمريكية (الإنجليزية)